# Martesia striata
Espèce
Martesia striata est une espèce de mollusques térébrants (foreurs) de la famille des Pholadidae.

## Description
Martesia striata peut atteindre 25 mm de long.